# Zoraida mcgregori
Zoraida mcgregori är en insektsart som beskrevs av Frederick Arthur Godfrey Muir 1917. Zoraida mcgregori ingår i släktet Zoraida och familjen Derbidae. Inga underarter finns listade i Catalogue of Life.